# Тріумфальна колона

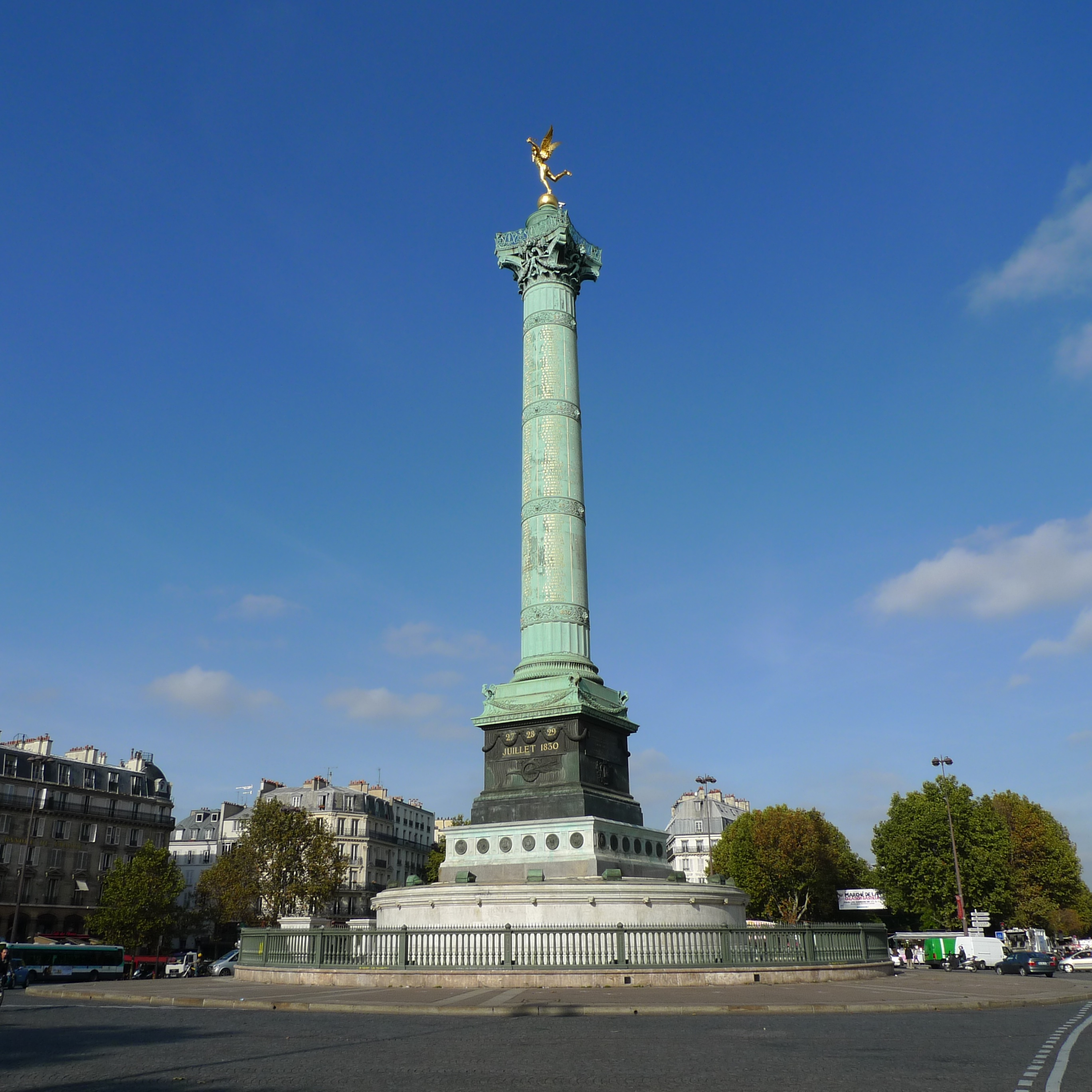
Липнева колона, Париж (1835–1840)

Монумент Незалежності, Київ (2000–2001)

Тріумфальна колона — монумент у вигляді колони, що встановлюється на честь військової перемоги, визначної події чи певної видатної особи. Зазвичай колона розміщується на п'єдесталі і завершується скульптурою — символом перемоги. Вперше тріумфальні колони з'явились у Стародавньому Римі. У Новий час такі колони розташовувались на центральних площах міст, увінчувались статуями царських осіб, військових діячів або алегоричними композиціями.

## Визначні приклади

### Світ
- Колона Траяна, Рим, Італія
- Колона Марка Аврелія, Рим, Італія
- Колона Антоніна Пія, Рим, Італія
- Колона Юстиніана, Константинополь (сучасний Стамбул, Туреччина)
- Олександрівська колона, Санкт-Петербург, Росія
- Берлінська колона перемоги, Берлін, Німеччина
- Колона Нельсона, Лондон, Велика Британія
- Бленхеймська колона перемоги, Бленхеймський палац, Оксфорд, Велика Британія
- Липнева колона, Париж, Франція
- Колона перемоги, Вандомська площа, Париж, Франція
- Монумент солдатів і моряків, Бостон, США
- Ангел Незалежності, Мехіко, Мексика
- Колона перемоги у війні за незалежність, Таллінн, Естонія

### Україна
- Монумент Незалежності, Київ (2000–2001)
- Колона Магдебурзького права, Київ (1802)[1]
- Колона Слави, Полтава (1805–1809)[1]